# Appunti di un venditore di donne
Appunti di un venditore di donne è il quinto romanzo di Giorgio Faletti.
Uscito il 9 novembre 2010, è pubblicato dalla casa editrice Baldini Castoldi Dalai ed è stato per diverso tempo tra i libri più venduti in Italia.

## Trama
Milano, aprile 1978. Sono le sei di mattina; Bravo, un protettore di prostitute, e il suo amico Daytona escono da un club privato dove il secondo ha giocato tutta la notte a carte, vincendo un'enorme somma di denaro. Mentre passeggiano per andare alle rispettive auto, vedono una ragazza molto carina che Bravo avvicina. Si chiama Carla e l'uomo riesce a convincerla a passare un paio d'ore con Daytona in cambio di una discreta somma di denaro. Quando Bravo rincasa, trova nella segreteria un messaggio da parte di Laura, una delle sue ragazze, che gli accenna di un problema con un cliente di nome Tulipano. Nel tentativo di risolvere il problema, Bravo s'incontra con Tano Casale, capo di Tulipano: i due giungono a un accordo per risolvere il problema. Tulipano non ha gradito quest'accordo e decide di vendicarsi, per cui s'apposta vicino all'appartamento di Bravo. Quando questi arriva a casa, Tulipano lo "convince" con una pistola ad andare con lui, salgono in auto e si dirigono verso un posto isolato e tranquillo. Una volta arrivati, Tulipano ordina a Bravo di scavare una fossa. Improvvisamente si odono tre colpi di pistola e Tulipano muore sul colpo. Bravo, preso dalla paura, balza in auto e fugge verso casa. Una volta giuntovi, incontra Carla che gli chiede se può metterla in contatto con altri clienti paganti come Daytona. Ovviamente Bravo può farlo: è proprio questo il suo mestiere. Sempre spaventato per quello che è successo, si fa accompagnare a casa per riposare. Quando si sveglia, esce con Carla a fare compere: lo scopo è renderla veramente appariscente e desiderabile. Intanto Bravo continua con i suoi affari: un cliente gli chiede tre ragazze per una festa privata; le tre saranno Cindy, Barbara e Carla. Il giorno dopo Bravo accompagna Carla al luogo dell'appuntamento, lì trova Cindy e Barbara. Poco dopo le saluta, sale in auto e parte. Qualcosa lo disturba, non ha chiaro di cosa si tratti, ma un certo sesto senso gli dice che qualcosa non quadra; prende il libretto dell'auto e verifica il numero di telaio con quello scritto sulla carrozzeria: i due numeri non coincidono. Quel pomeriggio Bravo incontra il suo amico Daytona che gli chiede un grosso favore: deve andare in un parcheggio e aspettare dei tizi che devono dargli una busta a nome suo. Bravo non è molto convinto, ma ottempera per amicizia. Quella sera va nel luogo prefissato per l'appuntamento, ma non si presenta alcuno. La mattina successiva la polizia fa una perquisizione nell'appartamento di Bravo nella speranza di trovare indizi compromettenti. Subito dopo la perquisizione, i poliziotti invitano Bravo ad andare al commissariato per delle comunicazioni importanti. Lì scopre che la sera precedente ci sono stati una serie di omicidi nella villa di Lorenzo Bonifaci, famoso uomo d'affari. Tra i vari cadaveri ritrovati ci sono quello di Cindy, Barbara e Laura. Bravo rimane perplesso: infatti avrebbe dovuto esserci Carla alla festa, non Laura. 
Il romanzo continua con il ritrovamento, da parte di Bravo, del corpo morente di Daytona, della pistola che ha causato la morte di Tulipano e forse anche di Cindy, Barbara e Laura.

## Personaggi
- Bravo: lenone
- Daytona: amico di Bravo
- Lucio: vicino di casa ed amico di Bravo
- Laura: donna della scuderia di Bravo
- Carla: donna della scuderia di Bravo
- Cindy: donna della scuderia di Bravo
- Barbara: donna della scuderia di Bravo
- Remo Frontini: fortunato vincitore di una schedina del totocalcio
- Tano Casale: mafioso
- Salvatore Menno alias Tulipano: dipendente di Tano Casale
- Stefano Milla: ispettore di polizia nel libro paga di Tano Casale

## Edizioni
- Giorgio Faletti, Appunti di un venditore di donne, collana Romanzi e Racconti, Baldini Castoldi Dalai, 2010,  p. 397, ISBN 978-88-6073-539-3.

- Giorgio Faletti, Appunti di un venditore di donne, collana 10 e lode, edizione tascabile, Dalai Editore, 2011,  p. 384, ISBN 978-88-6620-231-8.

- Giorgio Faletti, Appunti di un venditore di donne, collana Romanzi e Racconti, Baldini+Castoldi, 2015,  p. 397, ISBN 978-88-6852-872-0.

- Giorgio Faletti, Appunti di un venditore di donne, collana I delfini. Best seller, La nave di Teseo, 11 febbraio 2021,  p. 408, ISBN 9788834606100.